# Testa di vecchio
Testa di vecchio è un dipinto a olio su tela, con dimensione 48x38 centimetri, eseguito del pittore italiano Filippo Castelli.
È conservato nei Musei Civici di Monza.